# Institutsgebäude Renthof 6

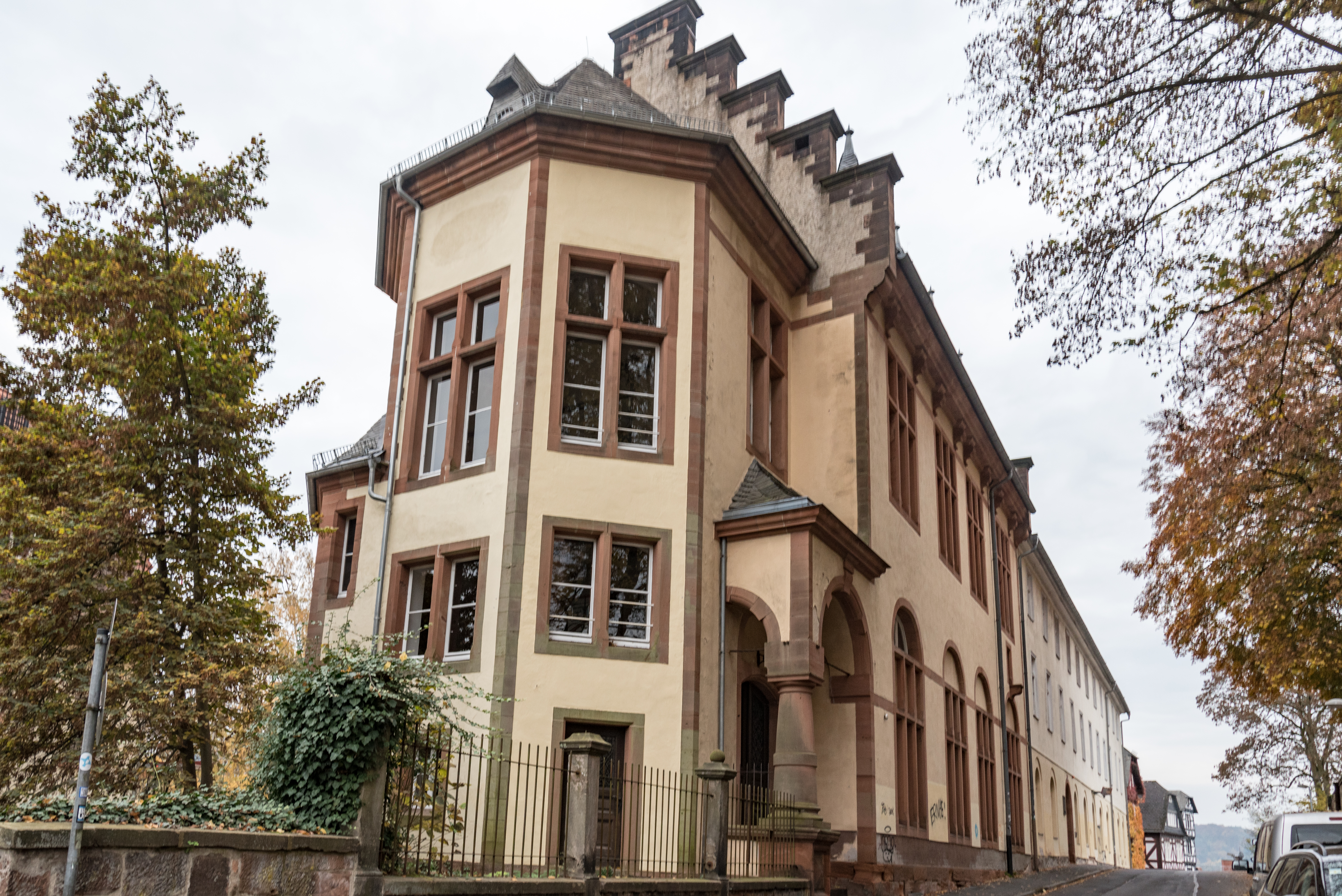
Nordende des Gebäudes

Das Institutsgebäude Renthof 6 in Marburg ist ein historisches Gebäude der Philipps-Universität Marburg, das ursprünglich als Physikalisches Institut der Universität errichtet wurde. Es befindet sich am Renthof, dem Südhang des Landgrafenschlosses.

## Geschichte
Auf dem Gelände befand sich ursprünglich ein Burgsitz des hessischen Hofmeisters Hans von Dörnberg, der ab 1487 errichtet wurde. Bis 1838, als das Anwesen der Universität zugewiesen wurde, war dort die kurhessische Finanzverwaltung untergebracht. Die Altbebauung wurde 1839 abgerissen und zwischen 1840 und 1842 wurde ein Neubau für das Mathematisch-Physikalische Institut der Universität mit einer Sternwarte errichtet, die für meteorologische und astronomische Beobachtungen genutzt wurde. Unter der Leitung von Prof. Christian Ludwig Gerling entstand somit das erste Physikalisches Institut der Universität Marburg.
Im Jahr 1889/90 erhielt das Gebäude einen Anbau für einen Hörsaal mit 180 Plätzen. Das Gebäude diente in den folgenden Jahrzehnten verschiedenen Instituten als Unterkunft, darunter das Institut für Zahnmedizin und das Geographische Institut. Nach dem Zweiten Weltkrieg wurde das Gebäude einige Zeit von der amerikanischen Militärverwaltung benutzt.
Im Jahr 1977 zog die Abteilung der Theoretischen Physik in das Gebäude am Renthof ein, nachdem das Geographische Institut in das Deutsche Haus umzog.

## Architektur
Das Gebäude am Renthof 6 ist ein herausragendes Beispiel für den (neo-)klassizistischen Stil der frühen 19. Jahrhunderts. Es handelt sich um einen langgestreckten Baukörper mit einem chorähnlichen Anbau am Nordende. Der ältere Gebäudeteil ist schlicht verputzt, der Anbau schwankt mit seinen Treppengiebeln, Sandsteineinfassungen und Details im Inneren zwischen Neuromanik und Neugotik.
Das Gebäude wurde mit einem 23 Meter hohen viereckigen Turm errichtet, der vermutlich ein Überbleibsel der mittelalterlichen Stadtbefestigung darstellt. Der Anbau von 1889/90 für den Hörsaal fügt sich harmonisch in das ursprüngliche Gebäude ein, wobei die Architekturdetails schon die Endphase des Historismus markieren.
Der Gebäudekomplex erlebte über die Jahre mehrere Umbauten, wobei besonders die funktionalen Anforderungen der verschiedenen Institute berücksichtigt wurden.

## Nutzung
Auch heute wird das Gebäude von der Philipps-Universität Marburg genutzt und beherbergt Teile des Fachbereichs Physik.

## Denkmalschutz
Das Gebäude steht aufgrund seiner historischen Bedeutung und seiner Rolle in der Entwicklung der Universität Marburg unter Denkmalschutz und wird als Kulturdenkmal geführt.